# محمد خير (كاتب)
محمد عبد الرحمن محمد خير معوض ويشتهر محمد خير (مواليد 18 مارس 1978) هو روائي وشاعر وكاتب قصة وصحفي مصري. ترجمت روايته «إفلات الأصابع» إلى اللغة الإنجليزية بعنوان (بالإنجليزية: Slipping). كما ألّف العديد من الأغنيات لمختلف الفنانين، من بينهم دنيا مسعود وزياد سحاب ولورا ميلاد ورولا عازر وفيروز كرواية وياسمينا فايد ولارا عليان وإيلي رزق الله.

## مؤلفاته
- “ليل خارجي”، أشعار بالعامية المصرية، دار ميريت، 2002[7]
- “بارانويا”، أشعار بالعامية المصرية، دار ميريت، 2008[8]
- “عفاريت الراديو”، مجموعة قصصية، دار ملامح، 2008[9]
- “هدايا الوحدة”، ديوان، دار ميريت، 2010[10]
- “سماء أقرب”، رواية، دار ميريت، 2013[11]
- “رمش العين”، مجموعة قصصية، دار الكتب خان، 2014[12]
- “العادات السيئة للماضي”، ديوان، دار الكتب خان، 2015[13]
- «أوراق الشيطان» (رواية)، 2015[14]
- “إفلات الأًصابع”، رواية، دار الكتب خان، 2018[15]
- "أنا أعرف"، ديوان للأطفال، دار مرح لكتب الأطفال، 2021

## جوائز وتكريمات
- المسابقة المركزية للهيئة العامة لقصور الثقافة، أفضل قصيدة عامية، المركز الثالث، عن قصيدة “خوف”، 1997[6]
- جائزة أفضل ديوان عامية، المسابقة المركزية للهيئة العامة لقصور الثقافة، “ليل خارجي”، 2001[6]
- القائمة القصيرة لجائزة يوسف إدريس للقصة العربية، المجلس الأعلى للثقافة، 2010[6]
- جائزة ساويرس الثقافية، أفضل مجموعة قصصية، فرع شباب الأدباء، المركز الثاني، “عفاريت الراديو”، 2010[16][17]
- جائزة ساويرس الثقافية، أفضل مجموعة قصصية، فرع شباب الأدباء، المركز الأول، عن مجموعة “رمش العين”، 2015[18][19]